# René Rougeau
René Rougeau (Sacramento, California, 25 de marzo de 1986) es un baloncestista estadounidense que actúa en la posición de escolta y alero. Jugó a nivel universitario en los UNLV Rebels en la Mountain West Conference de la División I de la NCAA, antes de iniciar una carrera como profesional que lo llevó por siete países distintos de América, Europa y Asia, incluyendo México y Venezuela.

## Trayectoria

### Clubes
| Club                   | País           | Año             |
| ---------------------- | -------------- | --------------- |
| Nevada Pride           | Estados Unidos | 2009            |
| Clayton Showtime       | Estados Unidos | 2009 - 2010     |
| Southland Sharks       | Nueva Zelanda  | 2010            |
| Toros de Nuevo Laredo  | México         | 2010 - 2011     |
| Caballeros de Culiacán | México         | 2011            |
| Toros de Nuevo Laredo  | México         | 2011 - 2012     |
| Caballeros de Culiacán | México         | 2012            |
| Toros de Nuevo Laredo  | México         | 2012 - 2013     |
| Mineros de Cananea     | México         | 2013            |
| Venice Beach Warriors  | Estados Unidos | 2013            |
| Toros de Nuevo Laredo  | México         | 2013 - 2014     |
| Bucaneros de La Guaira | Venezuela      | 2014            |
| Caballeros de Culiacán | México         | 2014            |
| Maccabi Haifa B.C.     | Israel         | 2014 - 2016     |
| Toros de Nuevo Laredo  | México         | 2016 - 2017     |
| Caballeros de Culiacán | México         | 2017            |
| Kauhajoen Karhu        | Finlandia      | 2017 - 2019     |
| Nantes Basket Hermine  | Francia        | 2019 - 2021     |
| Kauhajoen Karhu        | Finlandia      | 2021 - 2022     |
| Helsinki Seagulls      | Finlandia      | 2022 - Presente |

## Selección nacional
Rougeau representó a los Estados Unidos en la Copa William Jones de 2013 (sin embargo el equipo no estuvo auspiciado por USA Basketball sino por la Professional Basketball Alumni Association).